# Palats

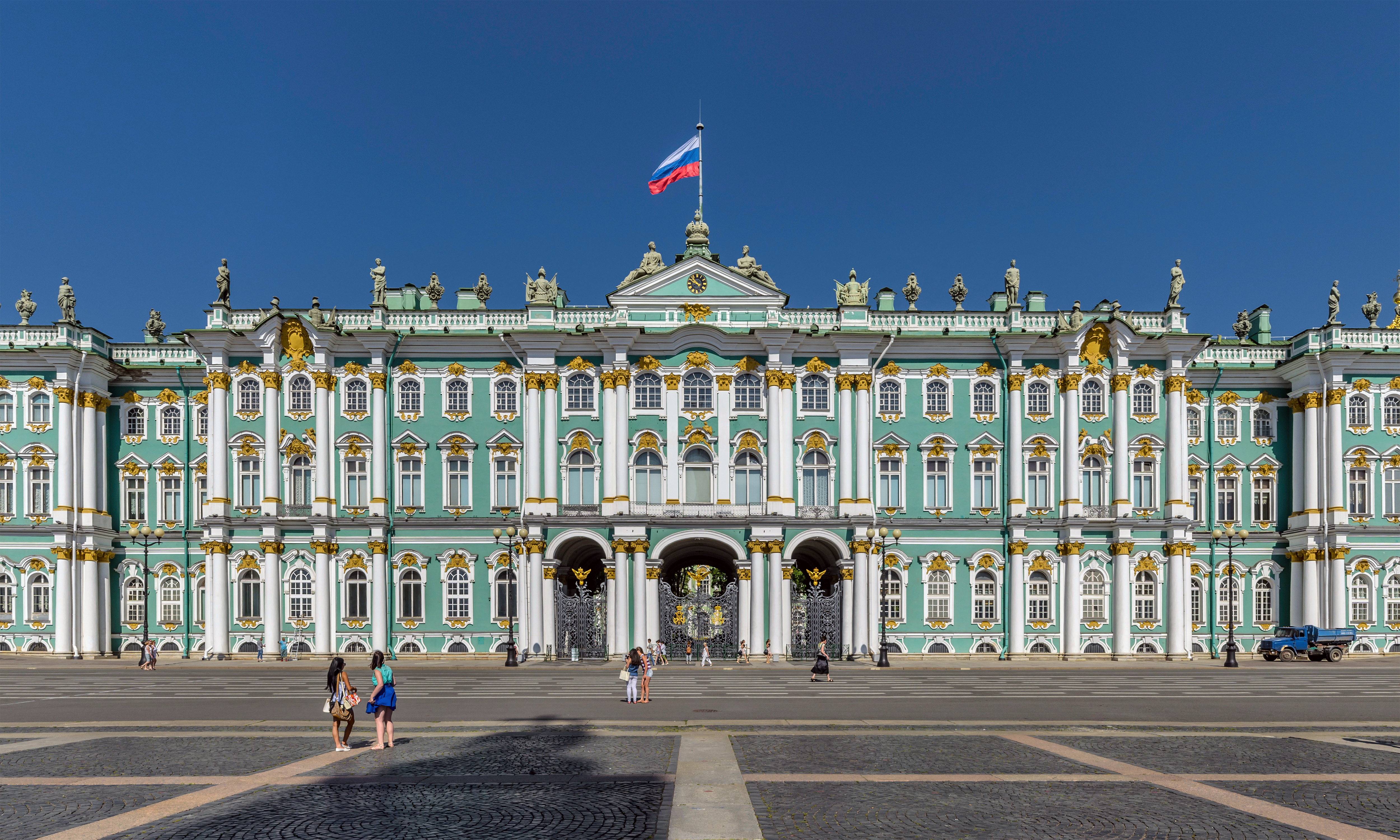
Vinterpalatset i Sankt Peterburg, Ryssland.

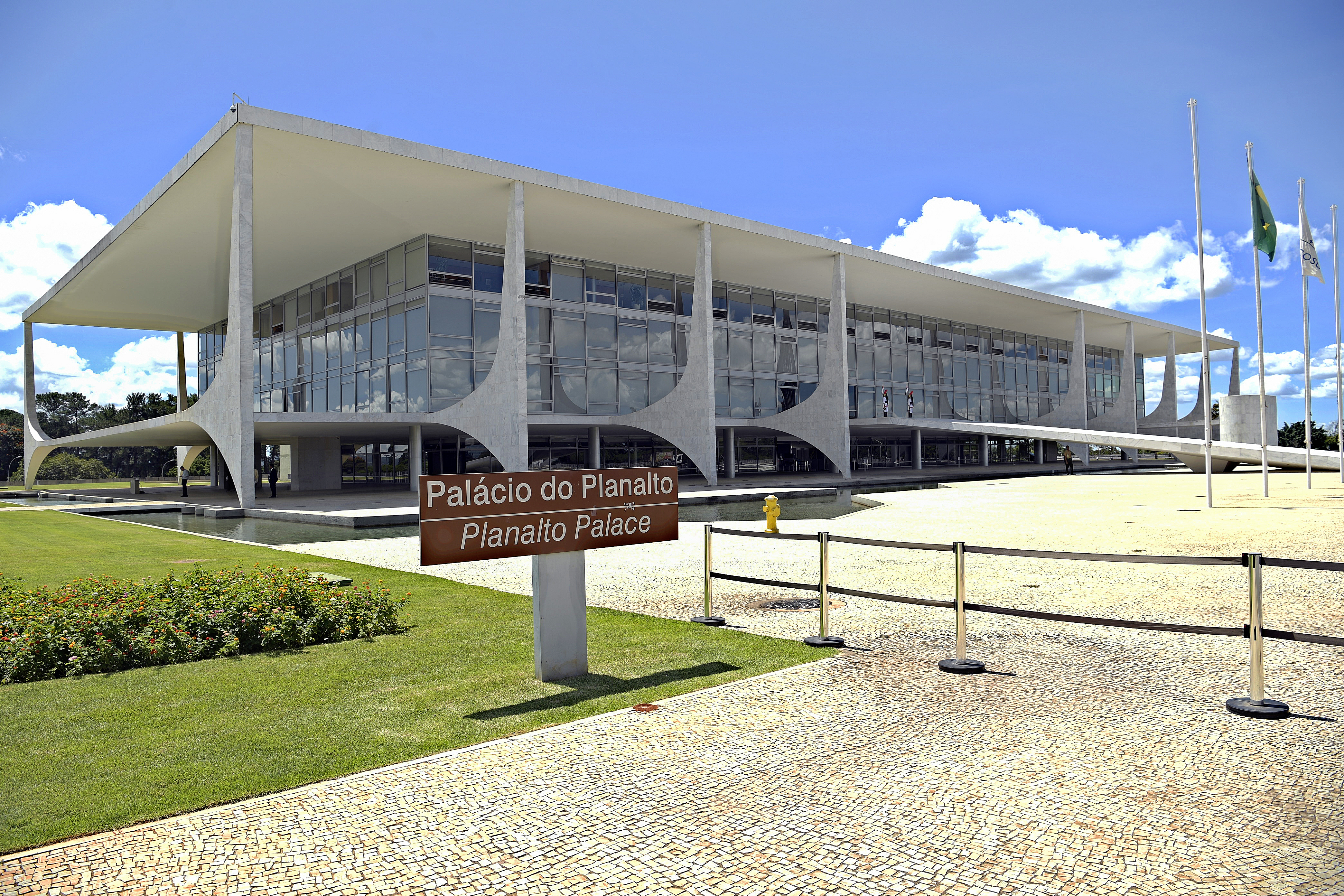
Palácio do Planalto, ’Höglandspalatset’, den brasilianska presidentkansliet i Brasília.

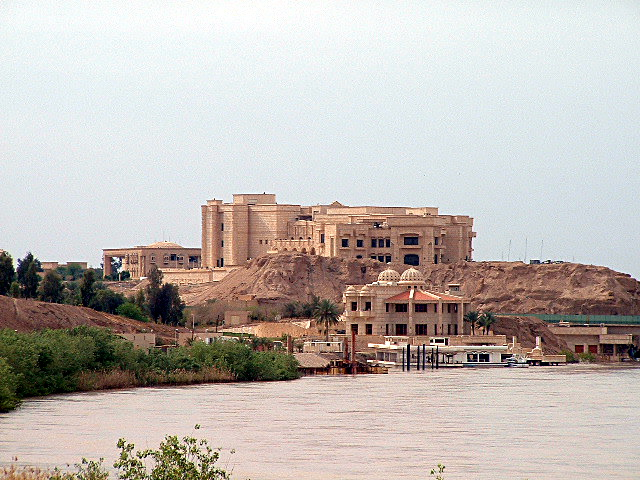
Saddam Husseins palats i Tikrit, Irak.

Ett palats är en praktfull byggnad (eller grupp av byggnader) för högreståndsboende och oftast i stadsmiljö. Ett palats kan ligga helt ut mot gatan, som Arvfurstens palats, eller tillbakadraget, som Buckingham Palace eller Elyséepalatset.
De italienska palatsen i antikens Rom och fram till renässansens Florens och Venedig, bildade modell för senare palatsbyggen. Ett av Sveriges äldsta palats är det så kallade Bjälbopalatset i Vadstena, byggt på 1200-talet.
Ordet palats kommer av latinets palatium, efter Palatium eller Palatinen, den av Roms sju kullar som kejsarna oftast byggde sina bostäder på. Ordet har lånats in i många språk, dock med varierande innebörd. På engelska syftar palace oftast på en statschefs residens, och därför kallas Drottningholms slott för Drottningholm Palace på engelska.
I överförd betydelse kan ordet palats användas som allmän beteckning på praktfulla byggnader.

## Exempel på palats

### Frankrike
- Chaillotpalatset
- Påvepalatset i Avignon
- Slottet i Versailles
- Louvren

### Italien
- Palazzo Barberini
- Palazzo Farnese
- Palazzo Venezia
- Dogepalatset i Venedig

### Kina
- Förbjudna staden

### Kroatien
- Adriapalatset
- Banpalatset
- Diocletianus palats
- Guvernörspalatset
- Rektorspalatset
- Sponzapalatset

### Ryssland
- Peterhof
- Vinterpalatset
- Katarinapalatset

### Spanien
- Palacio de los Duques de Medinaceli

### Storbritannien
- Buckingham Palace
- Blenheim Palace
- Westminsterpalatset

### Sverige
Stockholm:
- Arvfurstens palats
- Axel Oxenstiernas palats
- Bondeska palatset
- Bromska palatset
- Bååtska palatset
- Gustav Horns palats (Hornska palatset)
- Hallwylska palatset
- Hessensteinska palatset
- Stockholms slott
- von Rosenska palatset
- Ryningska palatset
- Sagerska palatset
- Schering Rosenhanes palats
- Sparreska palatset, Riddarholmen, uppfört för Peder Eriksson Sparre på 1630-talet
- Sparreska palatset, Fredsgatan, uppfört för Axel Carlsson Sparre 1671-72
- Sparreska palatset, Hamngatan, uppfört för Carl Larsson Sparre på 1670-talet
- Stenbockska palatset
- Wrangelska palatset

Se även: Diplomatstaden

### Turkiet
- Topkapipalatset
- Svenska palatset i Istanbul

### Vatikanstaten
- Apostoliska palatset

## Källhänvisningar
1. 1 2 3 4  Lena Berg Villner: palats i Nationalencyklopedins nätupplaga. Läst 13 maj 2015.